# Bornmühle
Bornmühle ist ein Ortsteil der Stadt Pfreimd im Landkreis Schwandorf.

## Geografie
Die Einöde Bornmühle liegt im mittleren Oberpfälzer Wald, rund 1 km südwestlich der Ortschaft Bernhof an der Gemeindegrenze zu Gleiritsch auf einer Höhe von 440 Metern. Die Einöde liegt am Klingenbach, der 100 m nördlich von der Bornmühle in die Gleiritsch mündet. Der Ort ist über die Kreisstraße SAD 36 zu erreichen.

## Geschichte
1714 kaufte Thomas Freiherr von Quentel das Landsassengut Trausnitz. Eine Auflistung der zum Landsassengut gehörenden Untertanen berichtet von einer Familie in Ödmühle, fünf Familien in Atzenhof, acht in Söllitz, zwei in Köttlitz, fünf in Fuchsendorf, einer in Bornmühle, einer in Reisach und zwei in Deiselkühn. Nach dem Pfarreienverzeichnis aus dem Jahre 1782 gehörte die Bornmühle zur Filialkirche  Hohentreswitz (St. Bartholomäus), die wiederum der Pfarrei Nabburg angeschlossen war. 1789 erhielt die Pfarrei Trausnitz den großen und kleinen Zehent, eine traditionelle Steuer in Form von Geld oder Naturalien.

## Steuerdistrikt und Gemeindebildung
Das Königreich Bayern wurde 1808 in 15 Kreise eingeteilt. Diese Kreise wurden nach französischem Vorbild nach Flüssen benannt (Naabkreis, Regenkreis, Unterdonaukreis usw.). Die Kreise gliederten sich in Landgerichtsbezirke. Die Bezirke wiederum sollten in einzelne Gemeindegebiete eingeteilt werden. 1811 wurde das Landgericht Nabburg in 58 Steuerdistrikte eingeteilt. Einer davon war Fuchsendorf, „bestehend aus den Dörfern Fuchsendorf, Atzenhof, dem unteren Bühlhof (= Bierlhof), dem Weiler Schweizerbach, der Einöde Bornmühle.“ Nach der Gründung der Gemeinden nach dem Gemeindeedikt von 1818 war die Bornmühle anfangs der Gemeinde Söllitz zugeordnet. Folgende Ortschaften, Weiler und Einöden gehörten zur Gemeinde Söllitz: Bornmühle, Fuchsendorf, Köttlitz und Söllitz. „Die Umgliederung der Ortschaften Bornmühle und Fuchsendorf zur Gemeinde Hohentreswitz erfolgte 1946.“ Am 1. Mai 1978 kam es zur Eingliederung der Gemeinde Hohentreswitz mit der Einöde Bornmühle in die Stadt Pfreimd. Die Ortsteile Häuslberg und Trefnitz wechselten in die Gemeinde Guteneck. Grubhof, Tauchersdorf und Wiesensüß wurden in den Gemeindebereich der Stadt Nabburg eingegliedert.